# Krzysztof Rogacewicz
Krzysztof Rogacewicz (ur. 9 maja 1964 w Gorzowie Wielkopolskim) – polski aktor teatralny, filmowy, reżyser teatralny i artysta kabaretowy.

## Życiorys
W latach 1987–1991 studiował w Państwowej Wyższej Szkole Teatralnej im. Ludwika Solskiego w Krakowie – Wydział Zamiejscowy we Wrocławiu. Od 1992 do 1995 był aktorem Teatru Animacji w Jeleniej Górze. Od roku 1995 jest aktorem Teatru Maska w Jeleniej Górze.
Twórca teatru Verbum przy Jeleniogórskim Centrum Kultury (JCK), w którym wyreżyserował „Łysą śpiewaczkę” E. Ionesco, „Bal w operze” J. Tuwima, „Serenadę” S. Mrożka, „Tango” S. Mrożka oraz „Wesele, czyli grzeszki polskie”.
We współpracy z Książnicą Karkonoską i Muzeum Karkonoskim zrealizował projekt „Kroniki miasta Jelenia Góra: czyli historia stolicy Karkonoszy w pigułce”, którego był pomysłodawcą.
Reprezentował Polskę na festiwalach i przeglądach teatralnych za granicą: USA, Kanada, Wielka Brytania, Niemcy, Włochy, Finlandia, Grecja, Chorwacja, Armenia, Czechy, Słowacja, Rosja, Ukraina, Albania, Egipt, Macedonia Północna, Sri Lanka, Tunezja, Indie (pierwszy polski spektakl w Asam). Zapraszany jako gość specjalny na festiwale teatralne z monodramem „Kontrabasista” (Solo Plays Fest, Kijów, Ukraina, 2019, Sám na javisku, Trenczyn, Słowacja, 2019, HIGH FEST, Erywań, Armenia, 2019, Międzynarodowy Festiwal Monodramów w Bitoli, Macedonia Północna, 2022, Międzynarodowy Festiwal Teatrów, Luxor, Egipt, 2022), oraz z monodramem „Paradox” (Międzynarodowy Festiwal Teatrów, Luxor, Egipt, 2023, Międzynarodowy Festiwal Monodramów w Bitoli, Macedonia Północna, 2025) i spektaklem „Stare Kino” (Twin Cities Polish Festival – Minneapolis, USA, 2017).
Po otrzymaniu nagrody na festiwalu United Solo w Nowym Jorku w 2016 prezentował „Kontrabasistę” w ambasadzie polskiej w Waszyngtonie. W tym samym roku wygrał etap regionalny plebiscytu Osobowość Roku „Gazety Wrocławskiej”.

## Monodramy
- 2015: Kontrabasista – Patrick Süskind – reżyseria Krzysztof Pulkowski (Teatr Maska, Jelenia Góra)
- 2021: Paradox – reżyseria Krzysztof Pulkowski (Teatr Maska, Jelenia Góra)

Źródło: Encyklopedia Teatru Polskiego.

## Spektakle teatralne
- 1991: Osmędeusze – Piłat; reżyseria Anna Proszkowska (PWST, Wrocław)
- 1991: Król Lear – Edmund; reżyseria Zygmunt Molik (PWST, Wrocław)
- 1992: Szczęśliwy motyl – Malarz; reżyseria Krzysztof Arciszewski (Teatr Animacji, Jelenia Góra)
- 1992: Rozprawa o średniowieczu żakom przeznaczona – Śmierć-Skomoroch, Święty Franciszek, Klekot; reżyseria Honorata Magdeczko-Capote (Teatr Animacji, Jelenia Góra)
- 1992: Serdeczny Stary Człowiek; reżyseria Andrzej Ball (Teatr Animacji, Jelenia Góra)[16]
- 1992: Słońce, księżyc, gwiazda; reżyseria Andrzej Ball (Teatr Animacji, Jelenia Góra)[17]
- 1993: Szafa – Druga Wiedźma; reżyseria Andrzej Ball (Teatr Animacji, Jelenia Góra)
- 1993: Straszydło; Albina Pietuchowa; (Teatr Animacji, Jelenia Góra)
- 1994: Renesans..., czyli jak wam się podoba – Bakalarz; reżyseria Honorata Magdeczko-Capote (Teatr Animacji, Jelenia Góra)
- 1994: Serenada – Lis; reżyseria Andrzej Ball (Teatr Animacji, Jelenia Góra, 1994)
- 1994: Rzepiór – Duch gór – Kunc, Żandarm ll; reżyseria Andrzej Ball (Teatr Animacji, Jelenia Góra)
- 1994: Kubuś Puchatek – Kłapouchy; reżyseria Anna Proszkowska (Teatr Animacji, Jelenia Góra)
- 1994: Pociąg do Betlejem, czyli 715 zaginął – Podróżny; reżyseria Aleksander Maksymiak (Teatr Animacji, Jelenia Góra)[18]
- 1995: Chwila dla Willa – Wokalista; reżyseria Krzysztof Rogacewicz, Paweł Sikora (Teatr Maska, Jelenia Góra)[19]
- 1995: Ba-rock w trampkach; reżyseria Honorata Magdeczko-Capote (Teatr Maska, Jelenia Góra)
- 1996: Dziady Część ll – Guślarz; reżyseria Andrzej Kempa (Teatr Maska, Jelenia Góra)[19]
- 1996: Taniec Śmierci; reżyseria Andrzej Ball; (Teatr Maska, Jelenia Góra)
- 1997: Król Maciuś Pierwszy – Minister Finansów, Żołnierz III; reżyseria Cezary Domagała (Teatr im. Cypriana Kamila Norwida, Jelenia Góra)
- 2001: Widzenie Pigmaliona – Ksawery Pigmalion; reżyseria Krzysztof Rogacewicz i Paweł Sikora (Teatr Maska, Jelenia Góra)
- 2003: W Starym Kinie..., czyli z pamiętnikia dublera – Dubler, reżyseria Krzysztof Rogacewicz i Paweł Sikora (Teatr Maska, Jelenia Góra)
- 2003: Sen pluskwy, czyli towarzysz Chrystus – Dozorca I; reżyseria Krzysztof Kopka (Teatr im. Cypriana Kamila Norwida – Scena Dramatyczna, Jelenia Góra)
- 2004: Pastorałki wg Tytusa Czyżewskiego; reżyseria Krystian Kobyłka (Teatr Wyobraźni, Londyn)
- 2009: Bunt Tkaczy; widowisko plenerowe wg Gerharda Hauptmanna, reżyseria Honorata Magdeczko-Capote (Teatr Maska, Jelenia Góra – Chełmsko Śląskie koprodukcja)
- 2021: Złota Rybka – Rybka, Baba; reżyseria Honorata Magdeczko-Capote (Teatr Maska, Jelenia Góra)[20]
- 2019: Ławeczka – On; reżyseria Krzysztof Pulkowski (Teatr Maska, Jelenia Góra)[20]
- 2021: Rozprawa o średniowieczu – Św. Franciszek; reżyseria Honorata Magdeczko-Capote (Teatr Maska, Jelenia Góra)
- Na pełnym morzu – Średni; reżyseria Michał Wnuk (Teatr Miejski w Lesznie; gościnnie)[21]

Źródło: Encyklopedia Teatru Polskiego.

## Filmy fabularne
- 1991: Ballada o człowieku spokojnym
- 2005: Komornik – Kalinowski
- 2007: Klinika – doktor z piętra 7, etiuda szkolna
- 2009: 1 (One Human Minute) – doktor Anselmi, produkcja Węgry, 2009
- 2012: Niebo – dźwiękowiec
- 2013: Dendrologium – dobrodziej
- 2018: Nie taki znowu Św. Mikołaj – Dzikus
- 2019: Safe Inside – Jean-Luc[22][23]
- 2019: Kurier – kolejarz

Źródło: Filmpolski.

## Seriale
- 2003: Święta wojna
- 2004, 2005: Fala zbrodni
- 2005, 2006: Warto kochać
- 2007: Biuro krymnialne
- 2011, 2012: Galeria
- 2016: Komisja morderstw
- 2017: Wataha[22]
- 2017–2023: Na Wspólnej
- 2004–2021, 2025: M jak miłość
- 2013–2021: Pierwsza miłość
- 2018–2022: Klan
- 2019: Zameldowani
- 2019: Ślad
- 2020: Korona królów
- 2020: Sløborn[24]
- 2021: Akademik
- 2022: Matka
- 2023: Lombard[22]
- 2023: Dzielnica strachu
- 2023: Krejzi Patrol
- 2025: Pan Mama

Źródło: Filmpolski.

## Wydawnictwa płytowe CD
- 2012: Sonety Shakespeare, Rogacewicz & Sikora – Jelenia Góra[25]
- 2013: Pastorałki, Rogacewicz & Sikora – Jelenia Góra[26]

## Słuchowiska radiowe
- 2025: Napad na bank – scenariusz i reżyseria Tomasz Man; Scena Teatralna Trójki[27]

## Nagrody
- 2005: nagroda tygodnika Nowiny Jeleniogórskie „Srebrny Kluczyk” za kreację aktorską w spektaklu „Pastorałki”[1]
- 2016: nagroda za monodram „Kontrabasista” w kategorii najlepszy spektakl międzynarodowy na VII festiwalu teatralnym United Solo w Nowym Jorku[28]
- 2018: nagroda za najlepszą rolę męską na XV Międzynarodowym Festiwalu Monodramów ALBAMONO w Korczy, Albania[10]
- 2018: nagroda specjalna na XVIII Międzynarodowym Festiwalu Małych Form i Monodramów LUDI w Orle, Rosja[10]
- 2018: nagroda dla najlepszego aktora na III Festiwalu Teatralnym Interbalkan w Atenach, Grecja[10]
- 2021: nagroda tygodnika Nowiny Jeleniogórskie „Srebrny Kluczyk” za kreację aktorską w spektaklu „Paradox”[29]
- 2024: nagroda dla najlepszego aktora i najlepszego spektaklu („Kontrabasista”) na VI Festiwalu Monodramów Altisera, Tunezja[10]
- 2025: Nagroda Marszałka Województwa Dolnośląskiego za wybitne osiągnięcia w dziedzinie kultury[30]

## Odznaczenia
- 2020: Odznaka Honorowa Złota Zasłużony dla Województwa Dolnośląskiego[31]
- 2024: Złoty Medal Aleksandra Wielkiego przyznawany przez Cafe of Ideas pod egidą UNESCO w Salaminie, Grecja za czynne propagowanie kultury i sztuki na całym świecie[32]